# Liste d'œuvres d'art public à Ivry-sur-Seine
Cet article recense les œuvres d'art public d'Ivry-sur-Seine, en France.
La municipalité d'Ivry compte une cinquantaine d'œuvres d'art, implantées un peu partout dans la ville. Une grande proportion d'entre elles sont des œuvres d'art contemporain, dont une moitié a été réalisée par les lauréats de la bourse d'art monumental d'Ivry-sur-Seine ; ce concours bisannuel permet au gagnant de bénéficier d'une exposition personnelle et d'une commande monumentale.

## Installationsmurales
- 100 ans de l'hôtel de ville, Bogdan Konopka (1997 ; hôtel de ville, salle des fêtes ; 48° 48′ 43″ N, 2° 23′ 15″ E)
- 14 Constellations, Osman (2001 ; piscine municipale, 8 rue Robespierre ; 48° 48′ 34″ N, 2° 23′ 06″ E)
- Apollon et Daphné, Irmgard Sigg (1990 ; maison d'hôtes, 30 rue Descartes ; 48° 48′ 48″ N, 2° 23′ 23″ E)
- L'Arête, Bernard Pagès (1988 ; cheminée de ventilation, place Voltaire ; 48° 48′ 45″ N, 2° 23′ 04″ E)
- Bas-reliefs, Jean-Jacques Stabler (1969 ; groupe scolaire Anton-Makarenko, 2 rue Jean-Perrin ; 48° 48′ 42″ N, 2° 22′ 36″ E)
- Fresque intérieure, Juan Carlos Cáceres (1977 ; école maternelle Danielle-Casanova, 81 bis avenue Danielle-Casanova ; 48° 48′ 47″ N, 2° 23′ 11″ E)
- Fresque sur mur pignon, Marc Charpin et Gérard Chireix (1972 ; 25 rue Pierre-et-Marie-Curie ; 48° 48′ 49″ N, 2° 22′ 21″ E)
- Géographie commune, Bernard Calet (2003 ; école Dulcie-September ; 48° 49′ 12″ N, 2° 23′ 25″ E)
- Gymnase, Pierre Buraglio (1992 ; gymnase des Épinettes, 62 rue Molière ; 48° 48′ 57″ N, 2° 23′ 36″ E)
- Hommage à Newton, Esther Hess (1989 ; cinéma Le Luxy, 77 avenue Georges-Gosnat ; 48° 48′ 49″ N, 2° 23′ 22″ E)
- Jardin ouvrier, Jeanine Échard (2006 ; atelier de l'OPHLM, 15 rue Raspail ; 48° 48′ 39″ N, 2° 23′ 19″ E)
- Liberté j'écris ton nom, Fernand Léger (1953 ; hôtel de ville, salle des fêtes ; 48° 48′ 43″ N, 2° 23′ 15″ E)
- Peinture sur métal et sur pignon, Hugh Weiss (1979 ; cité Chevaleret, place de l'Insurrection-d'Août-1944 ; 48° 48′ 51″ N, 2° 23′ 49″ E)
- Peinture sur tôle émaillée, Marie-Claude Bugeaud (1983 ; cité administrative et technique, 10 rue Claude-Guy ; 48° 48′ 33″ N, 2° 23′ 18″ E)
- Peintures et décor, Thierry Sigg (1992 ; foyer Ambroise-Croizat, 21 rue Jean-Marie-Poulmarch ; 48° 48′ 57″ N, 2° 22′ 26″ E)
- Relief, Érik Desmazières (1981 ; théâtre d'Ivry-sur-Seine, 1 rue Simon-Dereure ; 48° 48′ 38″ N, 2° 23′ 11″ E)
- Relief, Monique Margiano (1986 ; gymnase Pierre-et-Marie-Curie, 44 rue Jean-Le-Galleu ; 48° 48′ 46″ N, 2° 22′ 40″ E)
- Mosaïque, Jacques Dutil (1964, mosaïque ; centre municipal de santé, 64 avenue Georges-Gosnat ; 48° 48′ 50″ N, 2° 23′ 20″ E)

## Sculptures
- Anneau de Moebius, Jean Amblard (1975 ; square Jules-Coutant ; 48° 48′ 45″ N, 2° 23′ 19″ E)
- Bornes, Charles Semser (1981 ; 2 place Danton ; 48° 48′ 54″ N, 2° 22′ 53″ E)
- Caos (Now and Then), Stephen Maas (2007 ; école primaire Guy-Môcquet, 28 rue Mirabeau ; 48° 49′ 06″ N, 2° 22′ 43″ E)
- Chien danois, Georges Gardet (1889 ; square des Alliés , 19 rue Jean-Marie-Poulmarch)
- Daphnis et Chloé, Ernest Guilbert (1886 ; hôtel de ville ; 48° 48′ 43″ N, 2° 23′ 15″ E)
- Éléphants, Kader Foufa (2006, sculpture végétale ; Atelier de l'OPHLM, 15 rue Raspail ; 48° 48′ 39″ N, 2° 23′ 19″ E)
- Hommage au travail, Charles Théodore Perron, place Léon-Gambetta (1911, statue fondue pendant la Seconde Guerre mondiale dont ne subsiste que le socle ; square de l'Insurrection-d'Août-1944 ; 48° 48′ 52″ N, 2° 23′ 50″ E)
- Horace et Lesbie, Eugène Guillaume (1894 ; hôtel de ville ; 48° 48′ 43″ N, 2° 23′ 15″ E)
- Jouvence, François Popineau (? ; hôtel de ville ; 48° 48′ 43″ N, 2° 23′ 15″ E)
- Marianne, Jean Pendariès (1907 ; hôtel de ville ; 48° 48′ 43″ N, 2° 23′ 15″ E)
- Meute de chiens (square Jules-Coutant ; 48° 48′ 45″ N, 2° 23′ 19″ E)
- Narcisse (square Jules-Coutant ; 48° 48′ 46″ N, 2° 23′ 19″ E)
- Néréide, Augustin-Jean Moreau-Vauthier (1877 ; hôtel de ville ; 48° 48′ 43″ N, 2° 23′ 15″ E)
- Nocturlabe, Claude Viseux (1987 ; angle rue Barbès et avenue Maurice-Thorez ; 48° 49′ 07″ N, 2° 22′ 27″ E)
- Oblique haute, Jean Clareboudt (1991 ; 26 boulevard de Brandebourg ; 48° 48′ 53″ N, 2° 23′ 59″ E)
- Pacha-Mama, Jack Vanarsky (1988 ; promenade du Petit-Bois, 49 rue Gabriel-Péri ; 48° 48′ 50″ N, 2° 22′ 50″ E)
- La République, Pierre Granet (1911 ; place Parmentier ; 48° 48′ 27″ N, 2° 23′ 29″ E)
- Sculpture, Marc Charpin (1975 ; ensemble Spinoza, cour, Avenue Spinoza ; 48° 48′ 41″ N, 2° 23′ 21″ E)
- Sculpture, Francesco Marino Di Teana (1974 ; collège Georges-Politzer, 5 rue Fouilloux ; 48° 48′ 29″ N, 2° 23′ 34″ E)
- Sculpture, Takera Narita (de) (1982 ; cité du Parc, rue du Docteur-Esquirol ; 48° 48′ 51″ N, 2° 23′ 10″ E)
- Sculpture, Daniel Pontoreau (1981 ; cité Jean-Moulin, 2 place Danton ; 48° 48′ 54″ N, 2° 22′ 55″ E)
- Sculpture-clôture, Jean-Jacques Stabler (1974 ; école Jacques-Solomon, 25 rue Gagnée ; 48° 48′ 10″ N, 2° 22′ 53″ E)
- Sculpture-masque, Charles Semser (1981 ; collège Henri-Wallon, 45 Rue Gabriel-Péri ; 48° 48′ 53″ N, 2° 22′ 54″ E)
- Sphère Lumière, Vladimír Škoda (2001 ; installation lumineuse ; médiathèque, place Voltaire ; 48° 48′ 45″ N, 2° 23′ 10″ E)
- Une colonne sans fin, Gérard Collin-Thiébaut (2014 ; groupe scolaire Rosa-Parks[4])

## Autres

### Fontaines
- Fontaine, Marc Charpin (1975 ; 6 rue Raspail ; 48° 48′ 42″ N, 2° 23′ 13″ E)
- Fontaine Wallace, Charles-Auguste Lebourg (square Jules-Coutant ; 48° 48′ 46″ N, 2° 23′ 17″ E)
- La Muraille, Jean Amado (1986 ; place de la République ; 48° 48′ 40″ N, 2° 23′ 02″ E)

### Installations
- Balcon (pour longtemps regarder), Claire-Jeanne Jézéquel (2006 ; quai Jean-Compagnon ; 48° 49′ 15″ N, 2° 23′ 47″ E)
- Environnement, Sylvie Blocher (1998 ; lycée Fernand-Léger, 15 avenue Henri-Barbusse ; 48° 48′ 33″ N, 2° 22′ 40″ E)
- Jeux d'enfants, Marc Charpin et Gérard Chireix (1974 ; 74 avenue Georges-Gosnat ; 48° 48′ 46″ N, 2° 23′ 13″ E)
- Marbre d’ici, Stefan Shankland (2016, place du Général-de-Gaulle[5])
- Pierre couchée, Daniel Pontoreau (1997 ; place Émile-Guénet, aujourd’hui place Pierre-Gosnat ; 48° 48′ 34″ N, 2° 23′ 25″ E)
- Un pas de côté, Didier Mencoboni (2015 ; éco-quartier Carnot-Verollot[6])

### Peintures
- Ensemble de cinq peintures monumentales, Georges Delplanque (1938 ; groupe scolaire Henri-Barbusse ; 48° 48′ 35″ N, 2° 22′ 36″ E) : Fables de La Fontaine, Contes de Perrault et Vieilles Chansons françaises, Travaux féminins, Arts plastiques et imprimerie, Travaux des champs et Ouvriers à l'usine
- La Députation de l'Assemblée nationale reçue par les vainqueurs de la Bastille, Georges Roussel (1906 ; hôtel de ville ; 48° 48′ 43″ N, 2° 23′ 15″ E)
- L'Église d'Ivry, Victor Menu (1904 ; hôtel de ville ; 48° 48′ 43″ N, 2° 23′ 15″ E)
- L'Hospice des incurables, Albert Girard (1902 ; hôtel de ville ; 48° 48′ 43″ N, 2° 23′ 15″ E)
- Le Pont d'Ivry, Albert Girard (1902 ; hôtel de ville ; 48° 48′ 43″ N, 2° 23′ 15″ E)
- Le Port d'Ivry, Victor Menu (1904 ; hôtel de ville ; 48° 48′ 43″ N, 2° 23′ 15″ E)

### Photographies
- L'Atelier, Robert Milin (1993 ; atelier de l'OPHLM, 15 rue Raspail ; 48° 48′ 40″ N, 2° 23′ 19″ E)

### Autres
- Le Çà, Léonardo Delfino (1979 ; square de l'Insurrection-d'Août-1944 ; 48° 48′ 52″ N, 2° 23′ 51″ E)
- Deux Ellipses sur la façade, Aoun Arezki (2006)
- Environnement, Gérard Chireix (1973 ; collège Molière, 68 rue Molière ; 48° 49′ 00″ N, 2° 23′ 34″ E)
- Le Monde des plantes, Madeleine Filhol (1975 ; groupe scolaire Maurice-Thorez, 64 avenue Maurice-Thorez ; 48° 48′ 59″ N, 2° 22′ 34″ E)
- Mur vivant, Gérard Chireix (1975 ; banque 140-144 avenue Danielle-Casanova)
- Sans titre, Alfred Gharapetian
- Végétation exotique, Catherine-Anne Lurçat (1965 ; école Paul-Langevin, 218 rue Marcel-Hartmann ; 48° 48′ 19″ N, 2° 23′ 14″ E)